# ريغوبيرتو سيسنيروس
ريغوبيرتو سيسنيروس (بالإسبانية: Rigoberto Cisneros) هو لاعب كرة قدم مكسيكي في مركز الدفاع، ولد في 15 أغسطس 1953 في مدينة مكسيكو في المكسيك. شارك مع منتخب المكسيك لكرة القدم. أما مع النوادي، فقد لعب مع نادي جامعة غوادالاخارا ونادي ديبورتيفو تولوكا ونادي غوادالاخارا ونادي مونتيري.

## وصلات خارجية
- ريغوبيرتو سيسنيروس على موقع الاتحاد الدولي (مؤرشف)  (الإنجليزية)
- ريغوبيرتو سيسنيروس على موقع قاعدة بيانات كرة القدم.إي يو (الإنجليزية)
- ريغوبيرتو سيسنيروس على موقع ناشيونال فوتبول تيمز (الإنجليزية)